# Árkuszszinusz-eloszlás
Az árkuszszinusz-eloszlás egy valószínűség-eloszlás, melynek a kumulatív eloszlásfüggvénye:
{\displaystyle F(x)={\frac {2}{\pi }}\arcsin \left({\sqrt {x}}\right)={\frac {\arcsin(2x-1)}{\pi }}+{\frac {1}{2}}}
a 0 ≤ x ≤ 1 tartományban, és a sűrűségfüggvénye:
{\displaystyle f(x)={\frac {1}{\pi {\sqrt {x(1-x)}}}}} (0,1) tartományban.
A standard árkuszszinusz-eloszlás a béta-eloszlás egy speciális esete, ahol α = β = 1/2.
Ez azt jelenti, hogy ha {\displaystyle X} egy standard árkuszszinusz-eloszlás, akkor {\displaystyle X\sim {\rm {Beta}}({\tfrac {1}{2}},{\tfrac {1}{2}})\ }.
Az árkuszszinusz-eloszlás megjelenik a következő törvényekben:
- Lévy-féle árkuszszinusztörvény
- Erdős-féle árkuszszinusztörvény
- Bernoulli-törvény

## Kiterjesztés
Az eloszlás egy egyszerű transzformációval kiterjeszthető a ≤ x ≤ b tartományra:
{\displaystyle F(x)={\frac {2}{\pi }}\arcsin \left({\sqrt {\frac {x-a}{b-a}}}\right)}
ahol a ≤ x ≤ b, melynek a sűrűségfüggvénye:
{\displaystyle f(x)={\frac {1}{\pi {\sqrt {(x-a)(b-x)}}}}}
(a,b) tartományban.

## Jellemző görbék

Sűrűségfüggvény

Kumulatív eloszlásfüggvény

## Az árkuszszinusz-eloszlás jellemzői
- Tartomány: {\displaystyle x\in [0,1]}
- Sűrűségfüggvény: {\displaystyle f(x)={\frac {1}{\pi {\sqrt {x(1-x)}}}}}
- Kumulatív eloszlásfüggvény: {\displaystyle F(x)={\frac {2}{\pi }}\arcsin \left({\sqrt {x}}\right)}
- Átlag: {\displaystyle {\frac {1}{2}}}
- Medián: {\displaystyle {\frac {1}{2}}}
- módusz: {\displaystyle x\in {0,1}}
- Szórásnégyzet: {\displaystyle {\tfrac {1}{8}}}
- Ferdeség: {\displaystyle 0}
- Lapultság: {\displaystyle -{\tfrac {3}{2}}}